# Eksplozja na moście Krymskim (2023)
Eksplozja na moście Krymskim – wydarzenie, które miało miejsce 17 lipca 2023 roku podczas rosyjskiej inwazji na Ukrainę, gdy ukraińska marynarka wojenna zaatakowała most Krymski dwoma samobójczymi dronami morskimi, uszkadzając przęsło mostu drogowego. W wyniku eksplozji zginęły dwie osoby cywilne, a jedna została ranna. Ukraina oficjalnie przyznała się do przeprowadzenia ataku.

## Eksplozja
Grey Zone, kanał na Telegramie popierający Grupę Wagnera, podał, że około godziny 3:04 i 3:20 czasu moskiewskiego w okolicach mostu Krymskiego słyszano eksplozje. Zainstalowany przez Rosję gubernator Krymu Siergiej Aksionow oświadczył, że w pobliżu 145. filaru po rosyjskiej stronie mostu miała miejsce „sytuacja nadzwyczajna”.

## Zniszczenia
Most został uszkodzony. Według BBC nawierzchnia drogi uległa uszkodzeniu, ale przęsła pozostały nienaruszone. W piśmie „Long War Journal” wydawanym przez The Foundation for Defense of Democracies napisano, że „dwa z czterech pasów ruchu na moście są całkowicie nieprzejezdne”. Sąsiednie przęsło dla pozostałych dwóch pasów zostało oderwane, ale pozostało na filarze”.
Źródło zbliżone do ukraińskich służb wywiadowczych podało portalowi Meduza, że uszkodzony został 145. filar od strony Krymu.
Późniejsze oceny wykazały, że przęsło uległo zerwaniu i naprawa ma potrwać do listopada. Mimo to następnego dnia most otwarto ponownie dla ruchu jednym pasem. Most zamknięto dla ruchu drogowego i kolejowego jednak kilka dni później w wyniku ataku na rosyjski skład amunicji na Krymie 22 lipca. Most Krymski został ponownie otwarty do ruchu na wszystkich pasach 14 października.

## Ofiary
W eksplozji zginęło małżeństwo z Biełgorodu Aleksiej i Natalia Kulik, a ich 14-letnia córka Angelina została ranna.

## Odpowiedzialność
Według doniesień atak przeprowadziły siły ukraińskie przy użyciu dronów morskich Sea Baby, a zaplanowała go Służba Bezpieczeństwa Ukrainy (SBU) i Marynarka Wojenna Ukrainy. Ukraiński minister transformacji cyfrowej Mychajło Fiodorow potwierdził, że użyto dronów morskich. Rzecznik SBU Artem Dechtiarenko powiedział, że dalsze informacje na temat ataku zostaną ujawnione „po zakończeniu wojny”. Jednakże bezpośrednio po ataku rzeczniczka ukraińskiej armii Natalija Humeniuk zaprzeczyła, jakoby odpowiedzialność za atak ponosili Ukraińcy.
Rosyjski Narodowy Komitet Antyterrorystyczny wszczął śledztwo karne w sprawie tego incydentu.
21 lipca prezydent Ukrainy Wołodymyr Zełenski powiedział na Forum Bezpieczeństwa w Aspen o moście Krymskim: „To jest trasa, którą dostarcza się amunicję na potrzeby wojny i dzieje się to codziennie. I militaryzuje Półwysep Krymski. […] Dla nas jest to zrozumiałe, że jest to wrogi obiekt wybudowany poza prawem międzynarodowym i wszelkimi obowiązującymi normami. Nic więc dziwnego, że jest to dla nas cel. A cel, który przynosi wojnę, a nie pokój, musi zostać zneutralizowany”.
22 lipca minister obrony Ukrainy Ołeksij Reznikow przyznał w wywiadzie dla CNN, że most Krymski jest uzasadnionym celem. Zapytany, czy Ukraina będzie chciała zniszczyć most, odpowiedział: „To normalna taktyka, która polega na niszczeniu linii logistycznych wroga, aby uniemożliwić mu otrzymywanie większej ilości amunicji, paliwa, żywności itd. Dlatego będziemy stosować przeciwko nim tę taktykę”.
3 sierpnia Ukraina oficjalnie przyznała się do przeprowadzenia ataku, a jeden z urzędników stwierdził, że jest to dowód na to, iż Ukraina jest już w stanie lepiej przebijać się przez rosyjską obronę.

## Reakcja Rosji

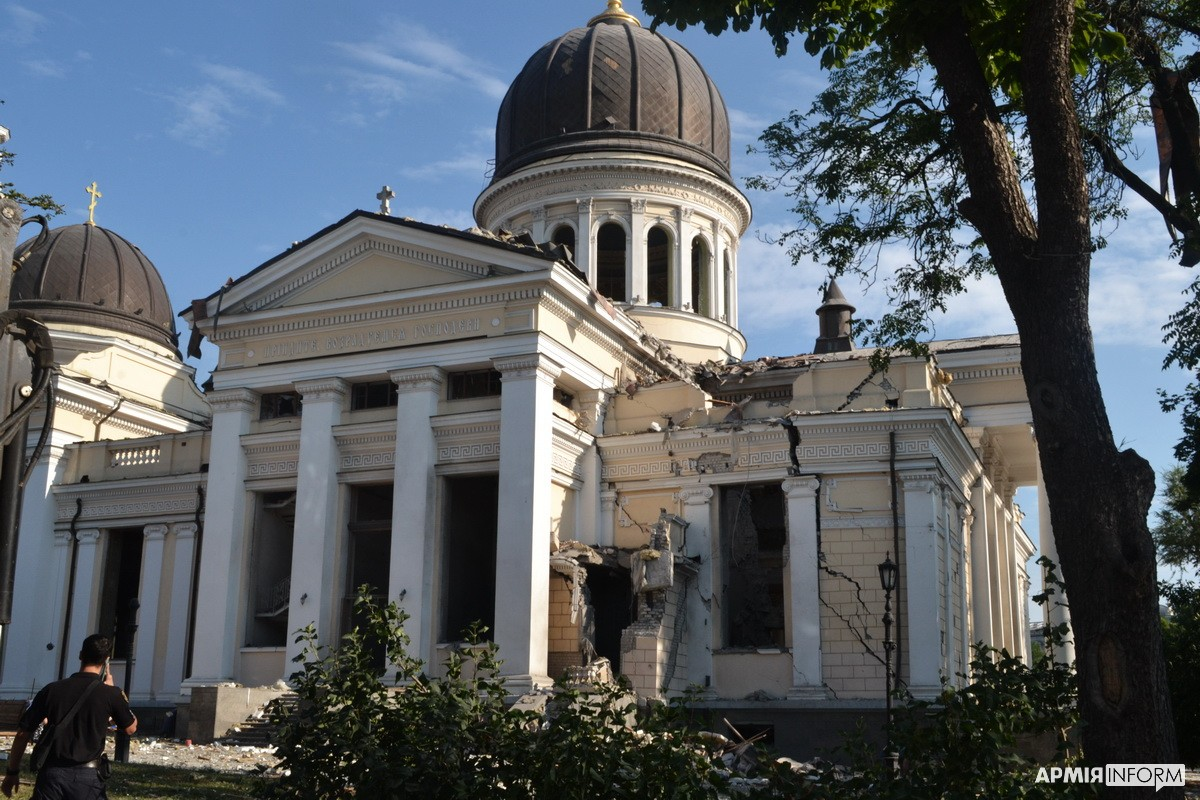
Sobór Przemienienia Pańskiego w Odessie po atakach w nocy z 23 na 24 lipca 2023

Według doniesień na miejsce zdarzenia przybyły służby ratunkowe, w tym minister transportu Witalij Sawieljew i wiceprzewodniczący Rady Ministrów Krymu Igor Michajliczenko, a także utworzono centrum kryzysowe.
Tego samego dnia prezydent Rosji Władimir Putin ogłosił wycofanie się z umowy, która pozwalała Ukrainie eksportować zboże przez Morze Czarne pomimo blokady morskiej.
Następnego dnia, 18 lipca, wojska rosyjskie przeprowadziły ataki powietrzne na południową Ukrainę. Ministerstwo Obrony Federacji Rosyjskiej poinformowało, że ataki na ukraińskie miasta portowe Odessa i Mikołajów były odwetem za eksplozję na moście Krymskim. Ukraina oświadczyła, że Rosja atakuje infrastrukturę cywilną związaną z eksportem zboża.
25 marca 2024 roku szef SBU gen. por. Wasyl Maluk powiedział, że Rosja nie wykorzystuje już mostu Krymskiego do celów wojskowych ze względu na powtarzające się ataki ze strony Ukrainy. Powiedział: „Przed naszymi udanymi atakami dzienny ruch [na moście]  wahał się od 42 do 46 pociągów przewożących broń i amunicję. […] Teraz jest ich tylko cztery do pięciu dziennie. Cztery z nich to pociągi pasażerskie, a jeden przewozi towary powszechnego użytku”. Zaznaczył przy tym, że Ukraina nadal zamierza zniszczyć most.

## Inne reakcje
Ministerstwo Obrony Wielkiej Brytanii uważa, że most stał się dla Rosji „obciążeniem dla jej bezpieczeństwa”, angażując systemy obrony powietrznej i personel, które w przeciwnym razie zostałyby rozmieszczone gdzie indziej.